# Sur les toits
Sur les toits (deutsch Auf den Dächern) ist ein französischer Kurzfilm von Georges Méliès aus dem Jahr 1897.

## Handlung
Über die Dächer schleichen zwei Diebe, die bei einer Dame einbrechen möchten. Nachdem sie bei ihr auf dem Balkon treten, werfen sie diese über die Brüstung und steigen in die Wohnung. Ein Gendarm ist ihnen hinterher geschlichen und versucht sie aufzuhalten. Allerdings bleibt er in einem geöffneten Fenster stecken, während der eine Dieb mit der Beute flüchtet. Der andere Dieb fixiert den Gendarmen mit einem Seil in seiner misslichen Lage, zieht ihm dann die Stiefel aus und wirft sie vom Dach, bevor er ebenfalls die Flucht ergreift. Der Gendarm versucht, mit seinem Säbel das Seil durchzutrennen, während die Szene ausblendet.

## Hintergrundinformationen
Der Film wurde in Amerika unter dem Titel On the Roof veröffentlicht. Als Kulisse dient ein gemalter Abendhimmel mit einigen Dächern von Paris. Im Vordergrund der Kulisse befindet sich ein kleiner Häuserteil mit Dachschräge und Balkon, der komplett für den Film genutzt wurde.